# 锐齿楼梯草
锐齿楼梯草（学名：Elatostema cyrtandrifolium）是荨麻科楼梯草属的植物。分布在中南半岛、台湾岛、喜马拉雅南麓山区、印度尼西亚以及中国大陆的甘肃、湖北、贵州、江西、湖南、福建、云南、广西、广东、四川等地，生长于海拔450米至1,400米的地区，一般生长在山洞中、山谷溪边石上及林中，目前尚未由人工引种栽培。

## 异名
- Elatostema herbaceifolium Hayata
- Elatostema sessile Forst. var. cuspidatum (Wight.) Wedd.
- Elatostema sessile Forst. var. pubescens Hook. f.